# 香水心中
『香水心中』（こうすいしんじゅう）は、横溝正史の短編推理小説。「金田一耕助シリーズ」の一つ。

## 概要と解説
本作は1958年（昭和33年）に『オール讀物』11月号にて発表された。角川文庫『殺人鬼』（ISBN 978-4-04-355504-8）、春陽文庫『蝋美人』（ISBN 978-4-394-39518-8）に収録されている。
本作は軽井沢を舞台とした作品で、金田一はかつて『犬神家の一族』事件や『不死蝶』事件の捜査に関係したことから信州の警察界では有名なため、本作で捜査主任の岡田警部補から恭しく迎えられている。

## あらすじ
「香水王国」こと大手化粧品会社トキワ商会の女社長・常盤松代から軽井沢の別荘に招かれた金田一耕助は、費用は自分が出すからいっしょに避暑にいかないかと等々力警部に誘いをかける。2人は列車で軽井沢へ行く予定であったが、崖崩れで不通になったため、松代の若き側近・上原省三の運転する自動車で向かう。しかし軽井沢に着いた翌朝、依頼したかった件は思い違いであったから、このまま手を引いてほしいという松代の伝言が省三からあった。
釈然としない金田一たちは、いささか面白くない気分でホテルに滞在していたところ、千ガ滝の近くのある別荘で男女の心中死体が見つかったという噂話を耳に入れる。さらに松代の孫娘の松子から、松代が改めて依頼したいことがあるとの伝言を聞かされる。気が進まない様子の金田一だが、松子に説得されて等々力警部とともに同行することにした。依頼内容は、先ほど見つかった心中事件に関することで、男の方は松代の孫の常盤松樹だという。
金田一たちは別荘で待ち受けていた松代からキャンセルの謝罪と、等々力警部が同行していたため一家の秘事をさらすのにためらわれたとの釈明を受ける。さらに松代は、松樹は心中を装って何者かに殺されたのだ、その犯人を突き止めて欲しい、それがたとえ肉親であったとしても、と依頼する。
別荘では人妻の青野百合子の死体がベッドに横たわり、梁からは松樹の首吊り死体がぶら下がっていた。そして現場にはむせかえるような香水の匂いがした。何者かにより現場に大量の香水を振りまかれていたのだ。

## 登場人物
金田一耕助（きんだいち こうすけ）
私立探偵。
等々力大志 （とどろき だいし）
警視庁警部。
常盤松代（ときわ まつよ）
「トキワ商会」の女社長。数え年で70歳。
常盤松樹（ときわ まつき）
松代の長男・松太郎の遺児。数え年で26歳。少し人間が堅く、万事に細かすぎて包容力に欠ける。
常盤松彦（ときわ まつひこ）
松代の次男・松次郎の遺児。数え年で24歳。童顔のあどけなさを残すが、ふてくされた態度には太々しい野性みがある。
川崎松子（かわさき まつこ）
松代のひとり娘・松江の遺児。数え年で21歳。素直な性格。
上原省三（うえはら しょうぞう）
松代の亡き夫・竜吉の兄の孫。数え年で30歳。
小林美代子（こばやし みよこ）
上原のふたいとこ。22、3歳。妊娠している。
中川（なかがわ）
右脚が不自由な松代に付き添っている、40歳前後の婦人。
青野太一（あおの たいち）
ブローカー。42歳。
青野百合子（あおの ゆりこ）
青野の妻。26歳。
岡田（おかだ）
長野県警軽井沢署の警部補。本事件の捜査主任。

## 改訂増補版
2006年6月に発見され二松學舍大学が保管している旧蔵資料に、本作の改訂増補版の草稿が200字詰め原稿用紙で132枚含まれている。元の作品からの加筆修正による1万字以上の増量によって、作品世界がより緊密で奥行きのあるものとなっている。改訂増補版は『横溝正史研究 6』（戎光祥出版 ISBN 978-4-86403-149-3）に収録されている。
主な加筆として、金田一と等々力警部、上原省三による冒頭のやり取り部分は状況説明を兼ねた重要な部分であるため、原稿用紙で一から書き直している。内容面では、まず軽井沢および周辺の描写をより詳細で具体的に改めている。また、死体が発見されたバンガローの記述を念入りに書き込むとともに、岡田警部補以外の捜査員として吉本刑事、山崎鑑識課員、吉川医師を追加することにより、死亡推定時刻や香水瓶に指紋が残されていないことなど、現場の状況をより詳細に伝えている。さらに「十一」節を挿入し、ホテルのバルコニーでくつろぎながら岡田警部補から青野太一のアリバイを聞く金田一の「ひどく億劫そうで、物憂げにみえる」姿を描くことにより、事件の真相に近づいていることを示唆し、最終節の展開につなげている。
なお、「六」節の青野百合子の描写に重複が見られるため、文脈を考えたうえ、掲載の際に重複の前者を削除している。また、改訂版は1960年（昭和35年）に設定されているものの、登場人物の年齢や曜日が元の作品の1958年（昭和33年）時のものとなっており、不一致が生じているがそのままとしている。

## テレビドラマ

### 1987年版
『名探偵・金田一耕助シリーズ・香水心中』は、TBS系列の2時間ドラマ「月曜ロードショー」で1987年5月11日に放送された。
- 舞台を軽井沢から伊豆に変更しており、松代は足を骨折して伊豆の別荘で静養中である。金田一たちは最初から省三の自動車で行く予定で、崖崩れで迂回路を辿っていて、同じく崖崩れでバスが使えなくなり歩いていた美代子に追いついて同乗させる。
- 心中現場は静養中の松代を見舞う名目で密会をカモフラージュするために松樹が松彦の名を騙って借りた別荘であった。青野太一は崖崩れで東京へ引き返しており、死体は香水の匂いを不審に思った新聞配達員が発見した。
- 別荘番の市介という松子に従順な大男が登場し、市介が松子のために行った犯行との見立てに警察が傾くと、吊橋からの転落死体となって発見された。
- 松彦は胎児の父が松樹だと承知のうえで美代子に求婚する。省三は金田一も居る前で美代子のことを松彦に託し、隙を突いて崖から海へ飛び降り自殺した。

キャスト
- 金田一耕助 - 古谷一行
- 常磐松代 - 高峰三枝子
- 常磐松樹 - 山下規介
- 常磐松彦 - 田中隆三
- 常磐松子 - 日下由美
- 上原省三 - 河原崎建三
- 小林美代子 - 高樹澪
- 青野太一 - 草薙幸二郎
- 青野百合子 - 明日香尚
- 市介 - ストロング金剛
- 中川ふみ - 大方斐紗子
- 常磐家主治医 - 穂積隆信
- 解剖医 - 菅貫太郎
- 岡田（警部補） - 吉沢健
- 等々力警部 - ハナ肇

スタッフ
- 企画 - 大下晴義、樋口祐三
- プロデューサー - 神谷吉彦、金川克斗志
- 脚本 - 岡本克己
- 音楽 - 渡辺岳夫
- 撮影 - 野口幸三郎
- 照明 - 秋田富士夫
- 美術 - 朝生治男
- 録音 - 新川昌史
- 編集 - 平木康雄
- 企画協力 - 角川春樹事務所、かとう企画
- 監督 - 斎藤光正
- 製作 - 東阪企画、TBS